# Powerless (Say What You Want)
"Powerless (Say What You Want)" é uma canção pop escrita por Nelly Furtado, Gerald Eaton e Brian West para o segundo álbum de estúdio de Furtado, Folklore de 2003. Ele contém uma amostra de Malcolm McLaren "Buffalo Gals", que foi escrito por Anne Dudley, Trevor Horn e Malcolm McLaren. Foi produzido pela Track & Field e escolhido como o primeiro single do álbum e foi lançado em Dezembro de 2003. O tocador de banjo Béla Fleck aparece na trilha.

## Lista de Faixas
UK CD Single
1. "Powerless (Say What You Want)" (Album Version) - 3:53
2. "Powerless (Say What You Want)" (Josh Desi Remix) - 3:12
3. "Powerless (Say What You Want)" (Alternative Acoustic Mix) - 3:47

German 2-Track Single
1. "Powerless (Say What You Want)" (Album Version) - 3:53
2. "Powerless (Say What You Want)" (Alternative Acoustic Mix) - 3:47

German 4-Track Single
1. "Powerless (Say What You Want)" (Album Version) - 3:53
2. "Powerless (Say What You Want)" (Alternative Acoustic Mix) - 3:47
3. "Powerless (Say What You Want)" (Josh Desi Remix) - 3:47
4. "Powerless (Say What You Want)" (Instrumental Version) - 3:53

## Remixes
- "Powerless (Say What You Want)" (Lema & Moor Remix) (9:09)
- "Powerless (Say What You Want)" (Lema & Moor Dub Mix) (8:16)
- "Powerless (Say What You Want)" (Junior's Sound Factory Remix) (8:13)
- "Powerless (Say What You Want)" (Junior Vasquez World Mix) (7:39)
- "Powerless (Say What You Want)" (Chab Extended Edit Mix) (8:33)
- "Powerless (Say What You Want)" (Chab Remix) (8:15)
- "Powerless (Say What You Want)" (Josh Desi Remix) (3:16)
- "Powerless (Say What You Want)" (Josh Desi Extended Remix)
- "Powerless (Say What You Want)" (Wideife's Outside Lookin In Mix) (9:49)
- "Powerless (Say What You Want)" (Midnight Society's Tribal Bushwack Mix) (12:24)
- "Powerless (Say What You Want)" (OrangeFuzzz Powerful Club Mix) (7:41)
- "Powerless (Say What You Want)" (OrangeFuzzz Powerful Radio Mix) (3:55)
- "Powerless (Say What You Want)" (OrangeFuzzz Powerful A Capella Mix) (6:10)
- "Powerless (Say What You Want)" (M'Silver Boots Tribal Dub 2005 Mix) (7:16)
- "Powerless (Say What You Want)" (Dario Lauria Remix) (4:52)
- "Powerless (Say What You Want)" (Leanh's vs. Peter C Edit Mix) (3:16)
- "Powerless (Say What You Want)" (DJ Sonda Remix) (3:15)
- "Powerless (Say What You Want)" (DJ Marakana Remix) (4:02)
- "Powerless (Say What You Want)" (DJ Gemini Edit)
- "Powerless (Say What You Want)" (Maroon Mix) (3:52)
- "Powerless (Say What You Want)" (Max 2 vs. DJ Zenom Remix)
- "Powerless (Say What You Want)" (Mint Tea Dancehall Mix) (3:42)
- "Powerless (Say What You Want)" (Alternative Acoustic Mix) (3:47)
- "Powerless (Say What You Want)" (Sox Mix; featuring Shankini) (4:09)
- "Powerless (Say What You Want)" (Radio Edit) (3:52)
- "Powerless (Say What You Want)" (Album Version) (3:53)
- "Powerless (Say What You Want)" (Radio Version)
- "Powerless (Say What You Want)" (Instrumental Version) (3:53)
- "Powerless (Say What You Want)" (LP Version) (3:53)
- "Powerless (Say What You Want)" (A Capella) (3:25)
- "Powerless (Say What You Want)" (Non Bonjo Version) (3:33)
- "Powerless (Say What You Want)" (Acoustic Version) (3:45)
- "Powerless (Say What You Want)" (Call Out Hook) (0:13)
- "Powerless (Say What You Want)" (Swerve Cover)
- "Powerless (Say What You Want)" (Latin Radio Edit)
- "Abre Tu Corazon" (Spanish Remix)

## Posições nas paradas musicais
| Parada (2003/2004)                             | Melhor posição |
| ---------------------------------------------- | -------------- |
| Austrália (ARIA)                               | 37             |
| Áustria (Ö3 Austria Top 75)                    | 7              |
| Canadá (Canadian Hot 100)                      | 6              |
| O campo songid é OBRIGATÓRIO PARA PARADA ALEMÃ | 8              |
| Irlanda (IRMA)                                 | 36             |
| Países Baixos (Single Top 100)                 | 6              |
| Nova Zelândia (Recorded Music NZ)              | 16             |
| Suécia (Sverigetopplistan)                     | 37             |
| Suíça (Schweizer Hitparade)                    | 16             |
| Reino Unido (UK Singles Chart)                 | 13             |
| Estados Unidos (Billboard Adult Top 40)        | 16             |
| Estados Unidos (Billboard Dance Club Songs)    | 5              |

## Histórico de Lançamento
| País           | Data de lançamento     |
| -------------- | ---------------------- |
| Austrália      | 17 de novembro de 2003 |
| Estados Unidos | 8 de dezembro de 2003  |